# NGC 6413
NGC 6413 is een meervoudige ster in het sterrenbeeld Slangendrager. Het hemelobject werd op 20 juli 1870 ontdekt door de Franse astronoom Édouard Jean-Marie Stephan.
Daar dit object, vanaf de Aarde gezien, uit vier voorgrondsterren bestaat, behorend tot het melkwegstelsel, kan deze groep van vier gerangschikt worden in de lijst van telescopische asterismen.